# Khaya anthotheca
Khaya anthotheca és el nom científic d'una espècie d'arbre de la família de les meliàcies.

## Descripció
És un arbre de grans dimensions que aconsegueix entre 30 i 60 metres d'altura, amb escorça marró grisenca. En els arbres més grans de Khaya anthotheca, les flors blanques perfumades broten en els extrems de les seves branques. Aquesta espècie es confon sovint amb Khaya grandifoliola.

## Hàbitat
K. anthotheca creix en zones de baixa altitud en els boscos de fulla perenne. Requereixen terres humides per tal de créixer, però amb bon drenatge. A més dels països africans dintre de la seva zona d'origen, aquesta espècie s'ha cultivat des de fa molts anys a zones silvicultores d'Austràlia, Amèrica i Àsia.

## Usos
La fusta d'aquesta teca africana es fa servir per fabricar mobles, cobertes de terra, parets i sostres, construcció naval...
Com a usos de més valor afegit tenim: S'utilitza per a la construcció de mobles i xapes, fusteria interior de qualitat i tornejat. A continuació, s'utilitza en la fabricació de violí, com a substitut de la caoba, per a la construcció de nanses, cossos de guitarres i baixos elèctrics, i d'altres parts d'instruments acústics.
Les propietats que fan aquesta fusta valorada són la resistència als tèrmits, a larves xilòfagues, als fongs, i la duresa fins i tot a l'hora de serrar-la. L'escorça té un gust amarg i s'utilitza sovint com remei casolà per refredat comú. L'oli de llavors també es pot escampar pel cap de les persones per lliurar-se'n d'insectes -polls i d'altres-.

## Amenaces
Sovint es talla i es destrueix a l'Àfrica oriental i occidental. La plantació de nous arbres en aquestes àrees per compensar el que es destrueix és molt rara. L'erosió genètica es creu que ha intervingut també en el declivi. A causa d'això, K. anthotheca apareix com "vulnerable" en la Llista Vermella de la UICN.

## Conservació
Algunes poblacions de l'arbre Khaya anthotheca estan sent protegides. També hi ha hagut prohibicions imposades a l'exportació en alguns països.

## Taxonomia
Khaya anthotheca fou descrita per (Welw.) C.DC. i publicat en Monographiae Phanerogamarum 1: 721. 1878.
Etimologia
anthotheca: epítet derivat de les paraules gregues. antho = "flor" i theca = "que hi conté".
Sinonímia
Garretia anthoteca Welw.